# Corcyra cephalonica
Corcyra cephalonica é uma espécie de insetos lepidópteros, mais especificamente de traças, pertencente à família Pyralidae.
A autoridade científica da espécie é Henry Tibbats Stainton, tendo sido descrita no ano de 1866.
Trata-se de uma espécie presente no território português.